# هیکسویل (نیویورک)
هیکسویل (به انگلیسی: Hicksville) یک منطقهٔ مسکونی در ایالات متحده آمریکا است که در شهرستان نساو، نیویورک واقع شده‌است. هیکسویل ۱۷٫۷ کیلومتر مربع مساحت و ۴۱٬۵۴۷ نفر جمعیت دارد و ۴۵ متر بالاتر از سطح دریا واقع شده‌است.